# Линьцин
Линьци́н (кит. упр. 临清, пиньинь Línqīng, буквально: «перед рекой Цинхэ») — городской уезд городского округа Ляочэн провинции Шаньдун (КНР).

## История
Уезд Линьцин (临清县) был создан при империи Поздняя Чжао. После образования империи Мин уезд был в 1489 году поднят в статусе до Линьцинской области (临清州), которой были подчинены два уезда. После образования империи Цин в 1644 году в подчинении области не осталось ни одного уезда, а сама область была подчинена Дунчанской управе провинции Шаньдун. В 1776 году область была поднята в статусе до «непосредственно управляемой» (то есть стала подчиняться напрямую губернатору провинции Шаньдун), и ей было подчинено три уезда. После Синьхайской революции в Китае была проведена реформа структуры административного деления, в ходе которой области были упразднены; на территории, ранее управлявшейся непосредственно областными властями, в 1913 году был вновь создан уезд Линьцин.
В сентябре 1945 года урбанизированная часть уезда Линьцин была выделена в город Линьцин. В мае 1948 года город Линьцин был преобразован в «город Линьцин специального уровня» (临清专级市), а уезд был подчинён городу. В марте 1949 года это повышение было отменено, и уезд вновь стал управляться отдельно от города.
В октябре 1949 года уезд с городом были включены в состав Специального района Ханьдань (邯郸专区) провинции Хэбэй. В ноябре 1949 года город был понижен в статусе до посёлка и подчинён уезду. В 1952 году была изменена граница между провинциями Хэбэй и Шаньдун, и в ноябре уезд Линьцин был передан в состав Специального района Дэчжоу (德州专区) провинции Шаньдун, однако почти сразу, в декабре, был переведён в состав Специального района Ляочэн (聊城专区). В 1954 году посёлок Линьцин был поднят в статусе до города и выведен из подчинения уезду. В 1956 году был расформирован уезд Цинпин (清平县), и часть его территории была присоединена к уезду Линьцин. В 1958 году уезд Линьцин был присоединён к городу Линьцин.
В 1963 году город Линьцин был вновь преобразован в уезд. В 1965 году часть уезда, лежащая западнее реки Вэйюньхэ, была передана в состав Специального района Синтай (邢台专区) провинции Хэбэй, образовав уезд Линьси. В 1967 году Специальный район Ляочэн был переименован в Округ Ляочэн (聊城地区).
В 1983 году уезд Линьцин был преобразован в городской уезд.
Постановлением Госсовета КНР от 29 августа 1997 года были расформированы округ Ляочэн и городской уезд Ляочэн, а вместо них с марта 1998 года образован Городской округ Ляочэн.

## Административное деление
Городской уезд делится на 4 уличных комитета и 12 посёлков.